# الكوكب المحرم (فلم)
الكوكب المحرم (بالإنجليزية: Forbidden Planet) فيلم مغامرات وأكشن وخيال علمي أمريكي لعام 1956 من شركة مترو جولدوين ماير، من إخراج فريد إم ويلكوكس، وبطولة والتر بيدجون، وآن فرانسيس، وليزلي نيلسن. يعتبر «الكوكب المحرم» أحد أعظم أفلام الخيال العلمي في الخمسينيات، ومقدمة لسينما الخيال العلمي المعاصرة.  
تمت مقارنة الشخصيات والإعدادات بتلك الموجودة في مسرحية ويليام شكسبير «العاصفة»، حيث ان الفيلم يحتوي نظائر معينة للمسرحية، مما دفع الكثيرين إلى اعتبار الفيلم تكيفًا فضفاضًا لمسرحية شكسبير.
يعتبر السينمائيين ان «الكوكب المحرم» رائد في العديد من جوانب سينما الخيال العلمي. كان أول فيلم خيال علمي يصور البشر يسافرون في مركبة فضائية أسرع من الضوء من صنعهم. كان أيضًا أول ما تم وضعه بالكامل على كوكب آخر في الفضاء بين النجوم، بعيدًا عن الأرض. كانت شخصية «روبي الروبوت» هي واحدة من أوائل روبوتات الأفلام التي كانت أكثر من مجرد «علبة قصدير» ميكانيكية على أرجل؛ يعرض روبي شخصية مميزة وهو شخصية داعمة أساسية في الفيلم. كان الفيلم، خارج نطاق الخيال العلمي، رائدًا باعتباره الأول من أي نوع يستخدم نغمة موسيقية إلكترونية بالكامل، بإذن من رواد الموسيقى الألكترونية بيباه ولويس بارون.
ترشح الفيلم لجائزة الأوسكار لأفضل مؤثرات بصرية في حفل توزيع جوائز الأوسكار التاسع والعشرين.
تم إدخال الفيلم في عام 2013، في السجل الوطني للأفلام بمكتبة الكونغرس، واعتبرته «ذات أهمية ثقافية أو تاريخية أو جمالية». يصفه توني ماجستريل بأنه واحد من أفضل الأمثلة على الرعب التقني المبكر.

## طاقم التمثيل
والتر بيدجون: في دور الدكتور إدوارد موربيوس
آن فرانسيس: في دور التاريا الترا موربيوس
ليزلي نيلسن: في دور القائد جون جيه آدامز
فرانكي دارو: في دور روبي الروبوت
مارفن ميلر: في دور صوت روبي الروبوت
وارن ستيفنز: في دور الملازم «دوك» أوسترو
جاك كيلي: في دور الملازم جيري فارمان
ريتشارد أندرسون: في دور تشيف كوين
إيرل هوليمان: في دور طباخ
جورج والاس: في دور بوسون
روبرت ديكس: في دور جراي
جيمي طومسون: في دور يونجرفورد
جيمس دروري: في دور قوي
هاري هارفي الابن: في دور راندال
روجر ماكجي: في دور ليندستروم
بيتر ميلر: في دور موران
مورغان جونز: في دور نيكولز
ريتشارد جرانت: في دور سيلفرز
ليه تريماين: في دور الراوي

## ملخص أحداث الفيلم
وصلت مركبة فضائية، في القرن الثالث والعشرين، إلى الكوكب البعيد «التير» لتحديد مصير رحلة استكشافية من الأرض أُرسلت إلى هناك قبل 20 عامًا. يحذر الدكتور إدوارد موربيوس، أحد علماء البعثة، سفينة الإغاثة من الهبوط، قائلاً إنه لا يستطيع ضمان سلامتهم، لكن قائد سفينة الإغاثة جون جي آدامز يتجاهل تحذيره.
لم يكن موربيوس سعيدًا تمامًا برؤيتهم وكان يفضل ألا يهبطوا حتى بسفينتهم الفضائية، ويبذل قصارى جهده لإيصالهم إلى طريقهم للعودة، لكن سرعان ما يواجه القائد آدامز ورجاله قوة غير مرئية تدفعهم إلى الاعتقاد بأن موربيوس وابنته الفتاة الجميلة التايرا في خطر. يدعي موربيوس أنه لا يعرف شيئًا عن الحياة الأخرى على هذا الكوكب، لكنه يكشف عن وجود سلالة متفوقة جدًا، انقرضت الآن، والتي خلفت مجمعًا صناعيًا وعلميًا ضخمًا تحت الأرض.
تتوالى الأحداث لتنتهي بتدمير ذاتي للكوكب التير، أثناء رحيل مركبة الفضاء عائدة إلى الأرض، بينما يواسي آدامز الفتاة التايرا قائلاً إن هذه المأساة ستكون بمثابة تذكير بأن «نحن في النهاية، لسنا الله»، والمركبة الفضائية تغادر إلى الأرض.

## استقبال الفيلم
عرض الفيلم لأول مرة في مؤتمر الخيال العلمي الجنوبي الشرقي في شارلوت بولاية نورث كارولينا في 3 و 4 مارس 1956، وافتتح في أكثر من 100 مدينة في 23 مارس 1956 في دور العرض بتقنية السينما سكوب والايستمان كولور، وفي بعض دور العرض تم عرض الفيلم بصوت مجسم، إما عن طريق العمليات المغناطيسية أو بيرسبكتا.
تلقى الفيلم آراء إيجابية من النقاد. كتب بوسلي كروثر من صحيفة النيويورك تايمز: «أن كل من عمل في الفيلم بالتأكيد استمتع به، وإذا كان لديك ذوق من الفكاهة المجنونة، فستحصل على برميل من المرح أيضًا».
كتبت مجلة فارايتي: "وفرة من الأدوات الخيالية، بالإضافة إلى الكثير من التشويق والإثارة، تجعل إنتاج نيكولاس نايفاك من أفضل العروض في فئة السفر إلى الفضاء". وصفت الصحيفة السينمائية الأمريكية "تقارير هاريسون" الفيلم بأنه: "غريب ولكنه رائع ومثير، بإنتاج خيالي للغاية". كتب فيليب ك. شوير من صحيفة لوس أنجلوس تايمز: "أن الفيلم كان أكثر من مجرد فيلم خيال علمي آخر، مع التركيز على الخيال؛ إنه مفهوم مدروس حقًا للمستقبل، والإنتاج الذي منحته شركة مترو جولدوين ماير أكسب الفيلم اتساع وأبعاد جديدة لتلك العبارة القديمة، "خارج هذا العالم". وصف جون مكارتن من مجلة نيويوركر الفيلم بأنه "محاكاة ساخرة لكل هراء وشرود للذهن كانت الأفلام تتخبط فيه بشأن ما يحدث بين جيراننا في الفضاء بين النجوم". أشادت نشرة الأفلام الشهرية البريطانية بالفيلم "كخيال فضاء ممتع وشامل... الفيلم يجمع بين براعة السذاجة مع التطور، ويقترب من بطولاته بين الكواكب مع وعي مرح بعبثيتهم التي لا تزال تسمح بلحظة أو اثنتين من اللحظات الغريبة والمثيرة حقًا مثل أول تقدم للوحش على متن سفينة الفضاء". كتب الناقد السينمائي من فيلادلفيا ستيف فريدمان (المسمى "السيد فيلم ")، أن فيلم الكوكب المحرم كان فيلمه المفضل، وقد شاهده 178 مرة.
حصل الفيلم وفقًا لسجلات شركة مترو جولدوين ماير، في البداية على 1.530.000 دولار في الولايات المتحدة وكندا و 1.235.000 دولار في أماكن أخرى مما أدى إلى ربح قدره 210.000 دولار.
أعيد إصدار الفيلم عام 1972 إلى دور العرض كحفلة صباحية للصغار، وكان ينقصه حوالي ست دقائق من لقطات الفيلم للتأكد من حصوله على تصنيف «جي» (للأطفال) من جمعية الأفلام السينمائية الأمريكية. تحمل إصدارات الفيديو اللاحقة تصنيف «جي» على الرغم من أنها نفس نسخة دور العرض الأصلية.
رشح معهد الفيلم الأمريكي الفيلم لأفضل 10 أفلام خيال علمي، كما رشح موسيقى الفيلم لقائمة «100 عام... 100 موسيقى تصويرية».

## وصلات خارجية
- الكوكب المحرم (فيلم)
- الكوكب المحرم (فيلم)
- الكوكب المحرم (فيلم)
- الكوكب المحرم (فيلم)
- الكوكب المحرم (فيلم)
- الكوكب المحرم (فيلم)
- الكوكب المحرم (فيلم)
- الكوكب المحرم (فيلم)